# Balkanoroncus hadzii
Balkanoroncus hadzii är en spindeldjursart som beskrevs av Harvey 1991. Balkanoroncus hadzii ingår i släktet Balkanoroncus och familjen helplåtklokrypare. Inga underarter finns listade.